# Штайнхубер, Карл
Карл Штайнхубер (1 мая 1906 года — ноябрь 2002 года) — бывший австрийский спринт каноист. Принимал участие в соревнованиях по гребле на байдарках и каноэ в конце 1930-х годов. Участник Олимпийских игр 1936 в Берлине.

## Спортивные достижения
Карл Штайнхубер завоевал серебряную медаль в дисциплине К-2 на дистанции 10000 метров на летних Олимпийских играх 1936 в Берлине. Австрийские спортсмены опередили шведов более чем за минуту, в итоге шведы заняли третье место.
Партнером Калиша на соревнованиях был австрийский спортсмен Виктор Калиш.
Не оставлял занятия спортом до глубокой старости. В 90 лет ещё бегал на лыжах.